# Ленинский (Якутия)
Ленинский — посёлок городского типа в Алданском районе Республики Якутия России. Административный центр городское поселение посёлок Ленинский. Население 1715 чел. (2023) .

## История
Основан в 1926 году недалеко от города Незаметный (ныне Алдан) и первоначально носил название прииск Нижне-Сталинск. На шахтах прииска добыча золота сначала велась старательским способом, а в дальнейшем — дражным.
Населённый пункт был отнесён к категории посёлков городского типа в 1932 году.
В 1962 году Указом Президиума Верховного Совета РСФСР посёлок Нижне-Сталинск переименован в посёлок Ленинский. Согласно Закону Республики Саха (Якутия) от 30 ноября 2004 года № 173-З N 353-III посёлок возглавил образованное муниципальное образование «городское поселение посёлок Ленинский».

## География
Расстояние до административного центра 6 км.
Уличная сеть
Рябиновый пер.; ул. 1-й Квартал, ул. Григория Рябенького, ул. Карла Маркса, ул. Куранахская, ул. Ленина, ул. Первомайская, ул. Пролетарская, ул. Самодумовская, ул. Симона Васильева, ул. Стрельцова.
Климат
| Показатель                | Янв. | Фев. | Март | Апр. | Май | Июнь | Июль | Авг. | Сен. | Окт. | Нояб. | Дек. | Год |
| ------------------------- | ---- | ---- | ---- | ---- | --- | ---- | ---- | ---- | ---- | ---- | ----- | ---- | --- |
| Норма осадков, мм         | 21   | 19   | 40   | 65   | 91  | 47   | 92   | 88   | 99   | 59   | 27    | 22   | 670 |
| Источник: «Яндекс.Погода» |      |      |      |      |     |      |      |      |      |      |       |      |     |

## Население
| 1939  | 1959  | 1970  | 1979  | 1989  | 2002  | 2009  |
| ----- | ----- | ----- | ----- | ----- | ----- | ----- |
| 6221  | ↘2793 | ↘2603 | ↘2428 | ↗2662 | ↘2112 | ↘2061 |
| 2010  | 2011  | 2012  | 2013  | 2014  | 2015  | 2016  |
| ↘1866 | ↗2925 | ↘1853 | ↘1834 | ↘1793 | ↘1762 | ↘1715 |
| 2017  | 2018  | 2019  | 2020  | 2021  | 2023  |       |
| ↘1681 | ↘1645 | ↘1600 | ↘1571 | ↗1775 | ↘1715 |       |

## Инфраструктура
Развитая золотодобыча.

## Транспорт
Автомобильный транспорт.

## Достопримечательность
- Памятник Героям Советского Союза — алданцам Кирьянову П. Н., Лебедеву А. И., Жадейкину М. С., Космачеву М. М., Теплякову М. П.